# Uzbl
Uzbl - это бесплатный минималистичный браузер, разработанный в соответствии с философией UNIX, разработка которого была начата в 2009 года, последняя стабильная версия была выпущена 28 февраля 2016 года. Основная часть браузера написана на C, но также использовался Python.
Несмотря на то, что uzbl находится на ранней стадии разработки, проект уже зарекомендовал себя как один из лучших минималистичных браузеров.

## Дизайн
Uzbl следует Философии UNIX «Пишите программы, которые делают что-то одно и делают это хорошо. Пишите программы, которые бы работали вместе. Пишите программы, которые бы поддерживали текстовые потоки, поскольку это универсальный интерфейс». В итоге, Uzbl не содержит большинство возможностей, которые имеют другие браузеры; к примеру, в нём нет тулбара и виджетов, отсутствует управление закладками, загрузками или cookies, но эти функции доступны с помощью внешних скриптов или программ, таких как uzbl_tabbed (добавляет поддержку вкладок) и т. д. Для взаимодействия с другими программами он использует стандартный ввод (FIFO), конвейеры, сокет домена UNIX или текстовый файл. Такой дизайн–преимущество, позволяющее сделать программу более гибкой и настраиваемой.

## Возможности
Браузер использует WebKit, и поэтому имеет поддержку многих веб-стандартов, включая HTML, XML, XPath, CSS, ECMAScript (JavaScript), DOM и SVG, проходит все тесты Acid3. Webkit также поддерживает Netscape-подобные плагины, такие как Adobe Flash Player и MPlayer.
Дизайн Uzbl фокусируется на использовании клавиатурных сокращений, но также поддерживает мыши.Uzbl представляет интерфейс, основанный на режимах, унаследованных от Vi и Vim. Вместо того, чтобы двигать курсор в адресную строку или к ссылке, пользователь нажимает горячую клавишу, которая включает командный режим, где он может переходить по ссылкам, изменять настройки браузера и делать то, что можно в привычных веб-браузерах. Осваивание такого интерфейса очень явно показывает суть кривой обучаемости, и он позволяет пользователю работать быстрее и комфортнее, чем в других браузерах.

## Разработка
Uzbl написан и создан для Arch Linux, но может быть скомпилирован и для других GNU/Linux-дистрибутивов. Присутствуют руководства для сборки под Gentoo Linux, Ubuntu, PLD Linux, MacPorts и Nix package manager. Также доступны готовые пакеты для множества дистрибутивов.

## История
Идея для нового браузера появилась весной 2009 на форуме Arch Linux , так как не существовало браузера, строго следующего философии Unix. В результате Dieter Plaetinck начал разработку, и затем вокруг проекта возникло целое сообщество разработчиков. Самая первая версия появилась 21 апреля 2009. Только после двух месяцев разработки проект стал относительно пригодным для использования.
21 сентября 2009 Uzbl был принят в Debian и появился в тестовой ветке 2 октября 2009.